# Eccellenza Friuli-Venezia Giulia 2002-2003
Il campionato italiano di calcio di Eccellenza regionale 2002-2003 è stato il dodicesimo organizzato in Italia. Rappresenta il sesto livello del calcio italiano.
Questo è il girone organizzato dal comitato regionale della regione Friuli-Venezia Giulia.

## Stagione
Al campionato di Eccellenza del Friuli Venezia Giulia 2002-03 partecipano 16 squadre:
- 11 hanno mantenuto la categoria : Manzanese, Mossa, Palmanova, Pro Gorizia, Pro Romans, Rivignano, Sacilese, San Luigi, SPAL Cordovado, Tolmezzo ed Union 91
- 1 è stata retrocessa dalla Serie D : Pozzuolo
- 3 sono state promosse dalla Promozione : Azzanese e Vesna (vincitrici dei gironi), Sarone dai play-off. Il Gonars (finalista dei play-off) è stato ripescato grazie all'auto-retrocessione della Cormonese.

## Squadre partecipanti
| Squadra                  | Città (provincia)                         |
| ------------------------ | ----------------------------------------- |
| A.S. Azzanese            | Azzano Decimo (PN)                        |
| A.S. Comunale Gonars     | Gonars (UD)                               |
| U.S. Manzanese           | Manzano (UD)                              |
| A.S. Mossa               | Mossa (GO)                                |
| A.C. Palmanova           | Palmanova (UD)                            |
| U.S. Pozzuolo del Friuli | Pozzuolo del Friuli (UD)                  |
| A.S. Pro Gorizia Calcio  | Gorizia                                   |
| A.S. Pro Romans          | Romans d'Isonzo (GO)                      |
| U.S. Rivignano           | Rivignano (UD)                            |
| S.S. Sacilese            | Sacile (PN)                               |
| A.C. San Luigi           | Trieste                                   |
| A.S. Sarone              | Sarone di Caneva (PN)                     |
| SPAL Cordovado           | Cordovado (PN)                            |
| U.C. Tolmezzo            | Tolmezzo (UD)                             |
| A.C. Union 91            | Percoto e Lauzacco di Pavia di Udine (UD) |
| S.S. Vesna               | Santa Croce di Trieste                    |

### Classifica finale
|  | Pos. | Squadra        | Pt | G  | V  | N  | P  | GF | GS | DR  |
|  | ---- | -------------- | -- | -- | -- | -- | -- | -- | -- | --- |
|  | 1.   | Sacilese       | 73 | 30 | 23 | 4  | 3  | 61 | 26 | +35 |
|  | 2.   | Pozzuolo       | 55 | 30 | 14 | 13 | 3  | 63 | 34 | +29 |
|  | 3.   | Pro Romans     | 55 | 30 | 14 | 13 | 3  | 49 | 18 | +31 |
|  | 4.   | Pro Gorizia    | 46 | 30 | 11 | 13 | 6  | 43 | 30 | +13 |
|  | 5.   | San Luigi      | 44 | 30 | 12 | 8  | 10 | 50 | 41 | +9  |
|  | 6.   | Tolmezzo       | 43 | 30 | 12 | 7  | 11 | 34 | 31 | +3  |
|  | 7.   | Palmanova      | 42 | 30 | 12 | 6  | 12 | 44 | 40 | +4  |
|  | 8.   | Vesna          | 41 | 30 | 10 | 11 | 9  | 38 | 42 | -4  |
|  | 9.   | Sarone         | 39 | 30 | 9  | 12 | 9  | 37 | 40 | -3  |
|  | 10.  | Union 91       | 39 | 30 | 10 | 9  | 11 | 35 | 44 | -9  |
|  | 11.  | Rivignano      | 38 | 30 | 10 | 8  | 12 | 44 | 44 | 0   |
|  | 12.  | Gonars         | 35 | 30 | 8  | 11 | 11 | 32 | 37 | -5  |
|  | 13.  | Manzanese      | 31 | 30 | 7  | 10 | 13 | 33 | 45 | -12 |
|  | 14.  | SPAL Cordovado | 28 | 30 | 6  | 10 | 14 | 23 | 41 | -18 |
|  | 15.  | Azzanese       | 24 | 30 | 4  | 12 | 14 | 35 | 56 | -21 |
|  | 16.  | Mossa          | 10 | 30 | 1  | 7  | 22 | 18 | 70 | -52 |

## Risultati

### Calendario
| andata       | 1ª giornata             | ritorno      |
| 22 set. 2002 |                         | 26 gen. 2003 |
| 0-1          | Azzanese-Union 91       | 1-1          |
| 0-2          | Gonars-Pro Gorizia      | 0-0          |
| 0-0          | Mossa-Vesna             | 1-1          |
| 1-1          | Palmanova-Pro Romans    | 0-1          |
| 1-0          | Pozzuolo-SPAL Cordovado | 1-2          |
| 1-2          | San Luigi-Sacilese      | 1-2          |
| 2-1          | Sarone-Rivignano        | 1-1          |
| 1-1          | Tolmezzo-Manzanese      | 2-1          |

| andata       | 4ª giornata           | ritorno      |
| 13 ott. 2002 |                       | 16 feb. 2003 |
| 1-1          | Manzanese-Pro Gorizia | 1-1          |
| 1-1          | Palmanova-San Luigi   | 1-3          |
| 0-0          | Pro Romans-Pozzuolo   | 0-1          |
| 1-3          | Rivignano-Azzanese    | 0-1          |
| 0-0          | SPAL Cordovado-Gonars | 0-0          |
| 4-0          | Sacilese-Tolmezzo     | 1-0          |
| 2-2          | Union 91-Mossa        | 0-1          |
| 4-1          | Vesna-Sarone          | 2-2          |

| andata      | 7ª giornata              | ritorno     |
| 3 nov. 2002 |                          | 9 mar. 2003 |
| 0-0         | Azzanese-Sarone          | 1-1         |
| 1-2         | Gonars-Pro Romans        | 0-0         |
| 1-0         | Manzanese-SPAL Cordovado | 1-1         |
| 0-1         | Mossa-Rivignano          | 2-6         |
| 4-0         | Pozzuolo-San Luigi       | 1-1         |
| 1-2         | Pro Gorizia-Sacilese     | 0-0         |
| 0-2         | Tolmezzo-Palmanova       | 1-2         |
| 0-0         | Vesna-Union 91           | 1-1         |

| andata       | 10ª giornata            | ritorno      |
| 24 nov. 2002 |                         | 30 mar. 2003 |
| 2-2          | Azzanese-Vesna          | 0-2          |
| 2-0          | Palmanova-Pro Gorizia   | 1-0          |
| 0-1          | Pozzuolo-Tolmezzo       | 2-0          |
| 0-0          | Pro Romans-Manzanese    | 4-1          |
| 5-0          | Rivignano-Union 91      | 1-1          |
| 1-0          | Sacilese-SPAL Cordovado | 1-2          |
| 1-1          | San Luigi-Gonars        | 1-2          |
| 0-0          | Sarone-Mossa            | 1-0          |

| andata       | 13ª giornata             | ritorno      |
| 15 dic. 2002 |                          | 27 apr. 2003 |
| 0-0          | Gonars-Tolmezzo          | 0-1          |
| 0-2          | Manzanese-San Luigi      | 1-3          |
| 0-0          | Mossa-Azzanese           | 1-3          |
| 3-2          | Pro Gorizia-Pozzuolo     | 2-2          |
| 0-1          | SPAL Cordovado-Palmanova | 2-1          |
| 2-0          | Sacilese-Pro Romans      | 0-2          |
| 2-1          | Union 91-Sarone          | 1-2          |
| 1-0          | Vesna-Rivignano          | 1-0          |

| andata       | 2ª giornata             | ritorno     |
| 29 set. 2002 |                         | 2 feb. 2003 |
| 3-1          | Manzanese-Gonars        | 1-0         |
| 4-0          | Pro Gorizia-Mossa       | 4-1         |
| 2-2          | Pro Romans-Sarone       | 1-1         |
| 0-0          | Rivignano-San Luigi     | 2-1         |
| 1-1          | Sacilese-Pozzuolo       | 1-0         |
| 0-0          | SPAL Cordovado-Azzanese | 3-2         |
| 3-1          | Union 91-Tolmezzo       | 2-0         |
| 4-0          | Vesna-Palmanova         | 2-0         |

| andata       | 5ª giornata          | ritorno      |
| 20 ott. 2002 |                      | 23 feb. 2003 |
| 1-4          | Azzanese-Pro Romans  | 1-2          |
| 2-3          | Gonars-Sacilese      | 1-3          |
| 1-2          | Manzanese-Vesna      | 0-1          |
| 0-0          | Mossa-SPAL Cordovado | 0-1          |
| 3-2          | Pozzuolo-Palmanova   | 1-1          |
| 1-3          | Pro Gorizia-Union 91 | 1-0          |
| 0-1          | San Luigi-Sarone     | 3-1          |
| 2-2          | Tolmezzo-Rivignano   | 2-1          |

| andata       | 8ª giornata             | ritorno      |
| 10 nov. 2002 |                         | 16 mar. 2003 |
| 3-1          | Palmanova-Gonars        | 1-2          |
| 2-2          | Pozzuolo-Vesna          | 2-0          |
| 1-1          | Pro Romans-Mossa        | 2-0          |
| 3-1          | Rivignano-Pro Gorizia   | 0-2          |
| 1-2          | SPAL Cordovado-Union 91 | 2-0          |
| 4-0          | Sacilese-Manzanese      | 1-2          |
| 5-2          | San Luigi-Azzanese      | 3-1          |
| 0-1          | Sarone-Tolmezzo         | 2-1          |

| andata      | 11ª giornata             | ritorno     |
| 1 dic. 2002 |                          | 6 apr. 2003 |
| 3-3         | Gonars-Pozzuolo          | 0-0         |
| 1-1         | Manzanese-Palmanova      | 0-1         |
| 0-1         | Mossa-San Luigi          | 0-5         |
| 1-1         | Pro Gorizia-Sarone       | 0-1         |
| 1-2         | SPAL Cordovado-Rivignano | 1-3         |
| 1-0         | Tolmezzo-Azzanese        | 3-0         |
| 3-2         | Union 91-Pro Romans      | 0-2         |
| 1-2         | Vesna-Sacilese           | 0-1         |

| andata       | 14ª giornata          | ritorno     |
| 22 dic. 2002 |                       | 4 mag. 2003 |
| 1-4          | Azzanese-Pro Gorizia  | 1-1         |
| 4-2          | Gonars-Vesna          | 2-0         |
| 0-1          | Palmanova-Sacilese    | 1-2         |
| 6-2          | Pozzuolo-Manzanese    | 1-0         |
| 3-0          | Pro Romans-Rivignano  | 1-1         |
| 0-2          | San Luigi-Union 91    | 4-2         |
| 1-1          | Sarone-SPAL Cordovado | 2-0         |
| 2-0          | Tolmezzo-Mossa        | 2-0         |

| andata      | 3ª giornata             | ritorno     |
| 6 ott. 2002 |                         | 9 feb. 2003 |
| 0-3         | Azzanese-Sacilese       | 0-2         |
| 0-0         | Gonars-Union 91         | 2-0         |
| 0-3         | Mossa-Manzanese         | 0-3         |
| 7-2         | Pozzuolo-Rivignano      | 1-1         |
| 1-1         | Pro Gorizia-Vesna       | 2-2         |
| 1-3         | San Luigi-Pro Romans    | 1-1         |
| 3-1         | Sarone-Palmanova        | 1-3         |
| 4-0         | Tolmezzo-SPAL Cordovado | 4-0         |

| andata       | 6ª giornata                | ritorno     |
| 27 ott. 2002 |                            | 2 mar. 2003 |
| 1-1          | Palmanova-Azzanese         | 6-3         |
| 0-0          | Pro Romans-Tolmezzo        | 0-0         |
| 3-2          | Rivignano-Gonars           | 0-1         |
| 0-0          | SPAL Cordovado-Pro Gorizia | 0-1         |
| 2-1          | Sacilese-Mossa             | 4-1         |
| 2-2          | San Luigi-Vesna            | 3-1         |
| 0-2          | Sarone-Pozzuolo            | 3-3         |
| 1-1          | Union 91-Manzanese         | 1-0         |

| andata       | 9ª giornata            | ritorno      |
| 17 nov. 2002 |                        | 23 mar. 2003 |
| 1-1          | Azzanese-Pozzuolo      | 1-2          |
| 1-0          | Gonars-Sarone          | 1-1          |
| 1-2          | Manzanese-Rivignano    | 1-0          |
| 0-2          | Mossa-Palmanova        | 0-3          |
| 0-3          | Pro Gorizia-Pro Romans | 0-0          |
| 2-0          | Tolmezzo-San Luigi     | 0-1          |
| 2-2          | Union 91-Sacilese      | 1-4          |
| 1-0          | Vesna-SPAL Cordovado   | 1-5          |

| andata      | 12ª giornata              | ritorno      |
| 8 dic. 2002 |                           | 13 apr. 2003 |
| 1-1         | Azzanese-Gonars           | 3-0          |
| 4-1         | Palmanova-Union 91        | 2-1          |
| 6-2         | Pozzuolo-Mossa            | 6-3          |
| 0-0         | Pro Romans-SPAL Cordovado | 5-0          |
| 2-2         | Rivignano-Sacilese        | 1-2          |
| 1-1         | San Luigi-Pro Gorizia     | 0-3          |
| 1-1         | Sarone-Manzanese          | 2-0          |
| 0-0         | Tolmezzo-Vesna            | 2-1          |

| andata       | 15ª giornata             | ritorno      |
| 19 gen. 2003 |                          | 11 mag. 2003 |
| 2-2          | Manzanese-Azzanese       | 3-3          |
| 3-1          | Mossa-Gonars             | 0-3          |
| 3-0          | Pro Gorizia-Tolmezzo     | 2-2          |
| 1-1          | Rivignano-Palmanova      | 2-0          |
| 1-4          | SPAL Cordovado-San Luigi | 1-1          |
| 2-0          | Sacilese-Sarone          | 2-5          |
| 1-1          | Union 91-Pozzuolo        | 0-1          |
| 0-3          | Vesna-Pro Romans         | 0-4          |

## Spareggi

### Spareggio per il 2º posto
| Arbitro: | Boglione (Pordenone) |

|            |           |  |
| Degano 97’ | Marcatori |  |

## Play-off nazionali

### Primo turno
| Arbitro: | Alderuccio (Milano) |

|             |           |                 |
| Piccoli 54’ | Marcatori | 74’ (rig.) Zoli |

| Arbitro: | Pizzi (Saronno) |

|            |           |                              |
| Ruocco 74’ | Marcatori | 47’, 96’ Piccoli 114’ Tolloi |

### Secondo turno
| Arbitro: | Chiocchi (Foligno) |

|             |           |             |
| Carlini 61’ | Marcatori | 34’ Piccoli |

| Arbitro: | Carletto (Castelfranco Veneto) |

|  |           |          |
|  | Marcatori | 57’ Pace |

## Fase Regionale Coppa Italia Dilettanti
La coppa è stata vinta dalla Sacilese (3-2 in finale sul Porcia), dopo aver vinto la fase Eccellenza (2-2 al 90' e 6-5 dcr sulla Pro Romans)